# Melanochlamys algirae
Melanochlamys algirae is een slakkensoort uit de familie van de Aglajidae. De wetenschappelijke naam van de soort is voor het eerst geldig gepubliceerd in 1850 door A. Adams in G.B. Sowerby II.